# Eisenbahnsignale in den Niederlanden

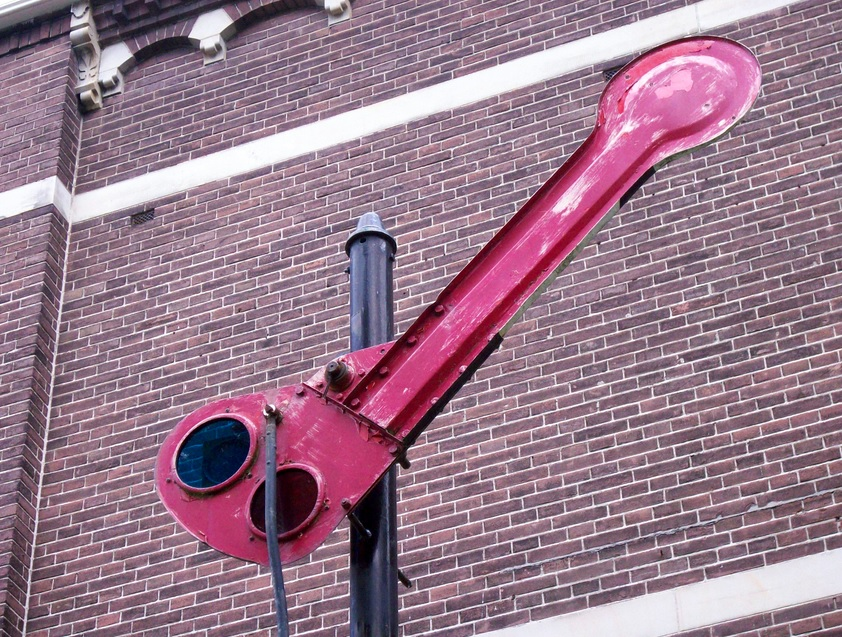
Ein historisches Formsignal am Eisenbahnmuseum in Utrecht

Die  Eisenbahnsignale in den Niederlanden sind in der Regeling spoorverkeer (deutsch Schienenverkehrsordnung) definiert, die vom Ministerie van Infrastructuur en Milieu herausgegeben wird. Alle Geschwindigkeitsangaben auf Geschwindigkeitstafeln oder mit Leuchtschrift sind mit dem Faktor 10 zu multiplizieren.

## Geschichte
In den Niederlanden ist das Sicherungswesen aus einer Verbindung englischer und deutscher Grundsätzen entstanden. Dabei wird der Bahnhof, wie in Deutschland, für die Zugfahrten in der Regel als Einheit betrachtet und gegen die Strecke durch Einfahr- und Ausfahrsignale abgeschlossen. Nach dem Zweiten Weltkrieg folgte eine radikale Vereinfachung und Vereinheitlichung der Signale, wobei eine Orientierung an nordamerikanischen Grundsätzen erfolgte.

## Lichtsignale
Die heutigen Lichtsignale wurden 1955 eingeführt und haben im regulären Eisenbahnverkehr alle früher gebräuchlichen Licht- und Formsignale vollständig ersetzt. Formsignale in Betrieb gibt es noch bei Museumsbahnen wie der Zuid-Limburgse Stoomtrein Maatschappij.
Das System der Lichtsignale in den Niederlanden ist im Vergleich zu anderen europäischen Systemen sehr einfach aufgebaut. Lichtsignale haben in der Regel drei Lampen, von denen immer nur eine leuchtet, manchmal in Kombination mit einer leuchtenden Ziffer unter dem eigentlichen Signalschirm. Signalisiert wird die Fahrerlaubnis und die erlaubte Geschwindigkeit. Die Signale gelten universell, eine Unterteilung in Zug- und Rangierfahrten mit eigener Signalisierung, wie im deutschsprachigen Raum üblich, gibt es nicht. Lichtsignale sind in der Regel Mehrabschnittssignale. Allein stehende Vorsignale sind sehr selten. Neben den Lichtsignalen normaler Bauform gibt es noch Zwergsignale, welche in niedriger Bauform neben dem Gleis angebracht sind. Diese können nur bei Geschwindigkeiten bis 40 km/h verwendet werden.

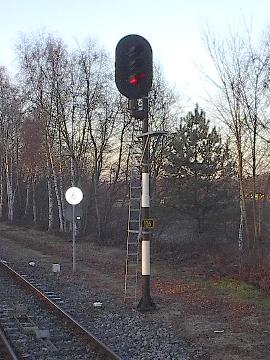
Lichtsignal in normaler Bauform
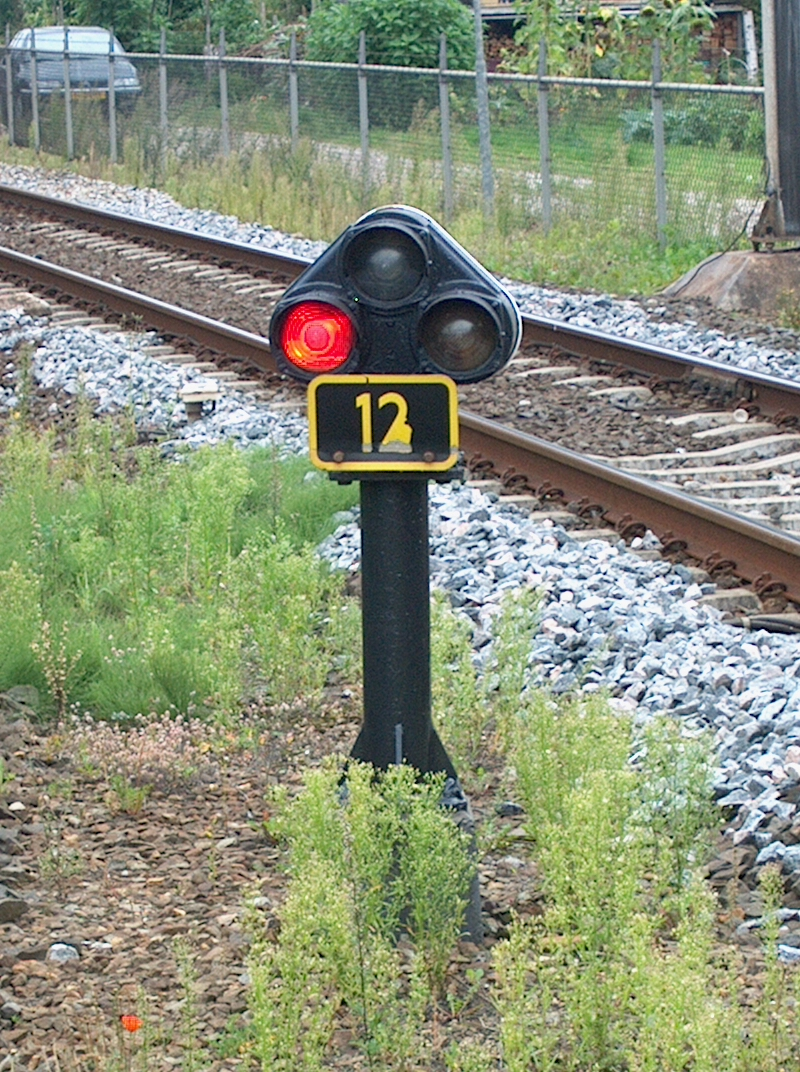
Zwergsignal

| Nummer | Signalbild Normale Bauform | Signalbild Zwergsignal | Beschreibung                                                                   | Bedeutung |
| ------ | -------------------------- | ---------------------- | ------------------------------------------------------------------------------ | --- |
| 201    |                            |                        | Grünes Licht.                                                                  | Freie Fahrt mit maximaler örtlich zulässiger Geschwindigkeit |
| 202    |                            |                        | Blinkendes grünes Licht mit weißer leuchtender Ziffer.                         | Vorbeifahrt mit maximal der angezeigten Geschwindigkeit in Kilometer pro Stunde. |
| 206a/b |                            |                        | Bei normaler Bauform: Blinkendes grünes Licht. Beim Zwergsignal: Grünes Licht. | Vorbeifahrt mit maximal 40 km/h. |
| 210    |                            |                        | Gelbes Licht mit weißer, leuchtender Ziffer.                                   | Die angezeigte Geschwindigkeit muss bis zum nächsten Signal durch Abbremsen erreicht werden. |
| 209    |                            |                        | Gelbes Licht mit weißer, blinkender Ziffer.                                    | Geschwindigkeit auf den angezeigten Wert reduzieren. Die angezeigte Geschwindigkeit muss nicht bis zum nächsten Signal erreicht worden sein, jedoch muss die Bremsung bis zur angezeigten Geschwindigkeit fortgesetzt werden, wenn das nächste Signal eine Geschwindigkeitseinschränkung ankündigt. Das Signal wird eingesetzt, wenn der Abstand zwischen dem nächsten und übernächsten Signal so kurz ist, dass eine Ankündigung der Geschwindigkeitseinschränkung am nächsten Signal nicht ausreichen würde. Mit blinkender Ziffer „4“ wird dieses Signal auch verwendet, um einen Halt am übernächsten Signal anzukündigen, da die Vorsignalbegriffe nicht zwischen 40 km/h und Halt (erwarten) unterscheiden. |
| 212a/b |                            |                        | Gelbes Licht                                                                   | Halt (am nächsten Signal) erwarten. Die Geschwindigkeit ist so zu begrenzen, dass beim Erkennen eines folgenden „Halt“ zeigenden Signals sicher vor diesem angehalten werden kann. Signale, die Fahrt mit 40 km/h (Signalbegriff 206a/b) anzeigen, werden ebenfalls so angekündigt. Das niederländische Signalsystem unterscheidet also nicht zwischen „Halt erwarten“ und „Langsamfahrt (mit 40 km/h) erwarten“, und das Zugbeeinflussungssystem ATB tut dies ebenfalls nicht. Das Signal 212 ist damit eher mit der französischen Disque als mit einem eindeutigen Vorsignalbegriff vergleichbar. |
| 214a/b |                            |                        | Gelbes blinkendes Licht                                                        | Vorbeifahrt mit maximal 40 km/h. Halt auf der Strecke z. B. durch belegtes Gleis erwarten („Auf Sicht fahren“). |
| 215    |                            |                        | Rotes Licht                                                                    | Halt vor dem Signal. |

## Geschwindigkeitstafeln

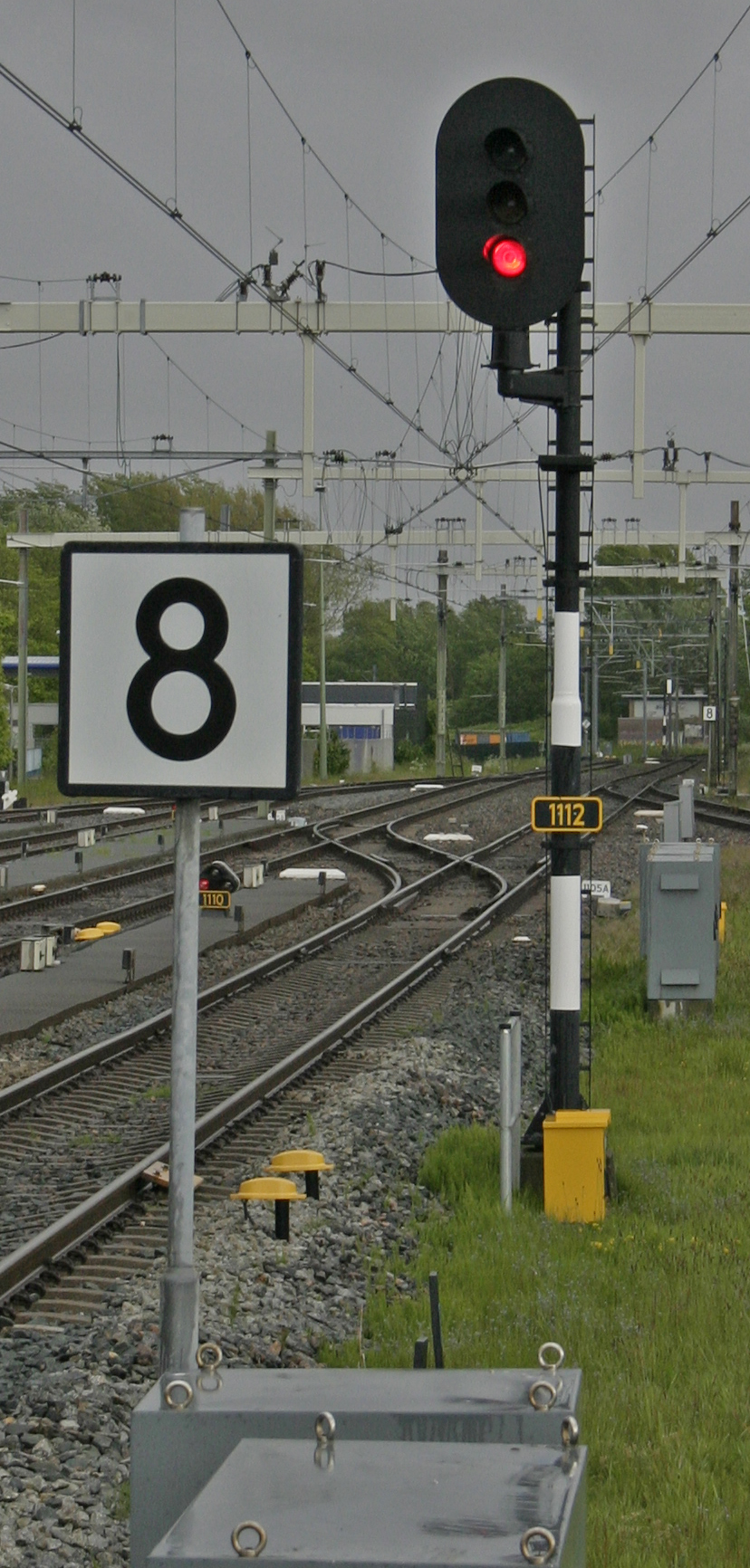
Signal 314

Neben den Lichtsignalen regeln Geschwindigkeitstafeln die maximal erlaubte Geschwindigkeit.
| Nummer | Abbildung | Beschreibung                                                                                 | Bedeutung |
| ------ | --------- | -------------------------------------------------------------------------------------------- | --- |
| 313    |           | Gelbes, schwarz umrandetes, auf der Spitze stehendes Dreieck mit schwarzer Ziffer.           | Ankündigung einer Geschwindigkeitsreduktion auf den angegebenen Wert. Die Geschwindigkeit muss bis zur folgenden Tafel vom Typ 314 erreicht werden. |
| 314    |           | Weißes, schwarz umrandetes Quadrat mit schwarzer Ziffer.                                     | Angegebener Wert gilt als Höchstgeschwindigkeit ab dieser Stelle.                                                                                   |
| 316    |           | Grünes, schwarz umrandetes, mit der Spitze nach oben zeigendes Dreieck mit schwarzer Ziffer. | Beschleunigung auf den angegebenen Wert erlaubt. |

## Signale für Schienenfahrzeuge mit Stromabnehmern
Diese Signale gelten nur für Schienenfahrzeuge mit Stromabnehmern und sind den Fahrleitungssignalen in Deutschland und Österreich sehr ähnlich.
| Nummer | Abbildung | Bedeutung |
| ------ | --------- | --- |
| 306a   |           | Fahrstrom ausschalten. |
| 307a   |           | Fahrstrom einschalten. Falls ein Zusatzschild angebracht ist, gilt: Bei gezogenen Zügen darf die Anzahl der Elektroloks maximal die Anzahl auf dem unten angebrachten Schild betragen. Für alle anderen Züge: Bei Fahrt unter Strom darf die Länge des Zuges die angegebene Zahl nicht überschreiten. |
| 308a   |           | Stromabnehmer senken erwarten. |
| 309a   |           | Stromabnehmer senken. |
| 310a   |           | Stromabnehmer heben. |
| 311    |           | Halt für Fahrzeuge mit gehobenen Stromabnehmern. |

## Sonstige feste Signale
| Nummer | Abbildung | Bedeutung |
| ------ | --------- | --- |
| 318a   |           | Ankündigung eines technisch gesicherten Bahnübergangs. Die Zahl gibt den Ort des Übergangs als Streckenkilometer an.     |
| 304a   |           | Kennzeichnung des Halteplatzes der Zugspitze bei planmäßig haltenden Zügen. Steht in der Regel am Ende des Bahnsteiges.  |
| 304b   |           | Kennzeichnung des Halteplatzes der Zugspitze bei planmäßig haltenden Zügen für Züge mit der angegebenen Anzahl an Wagen. |